# Christine Vachon

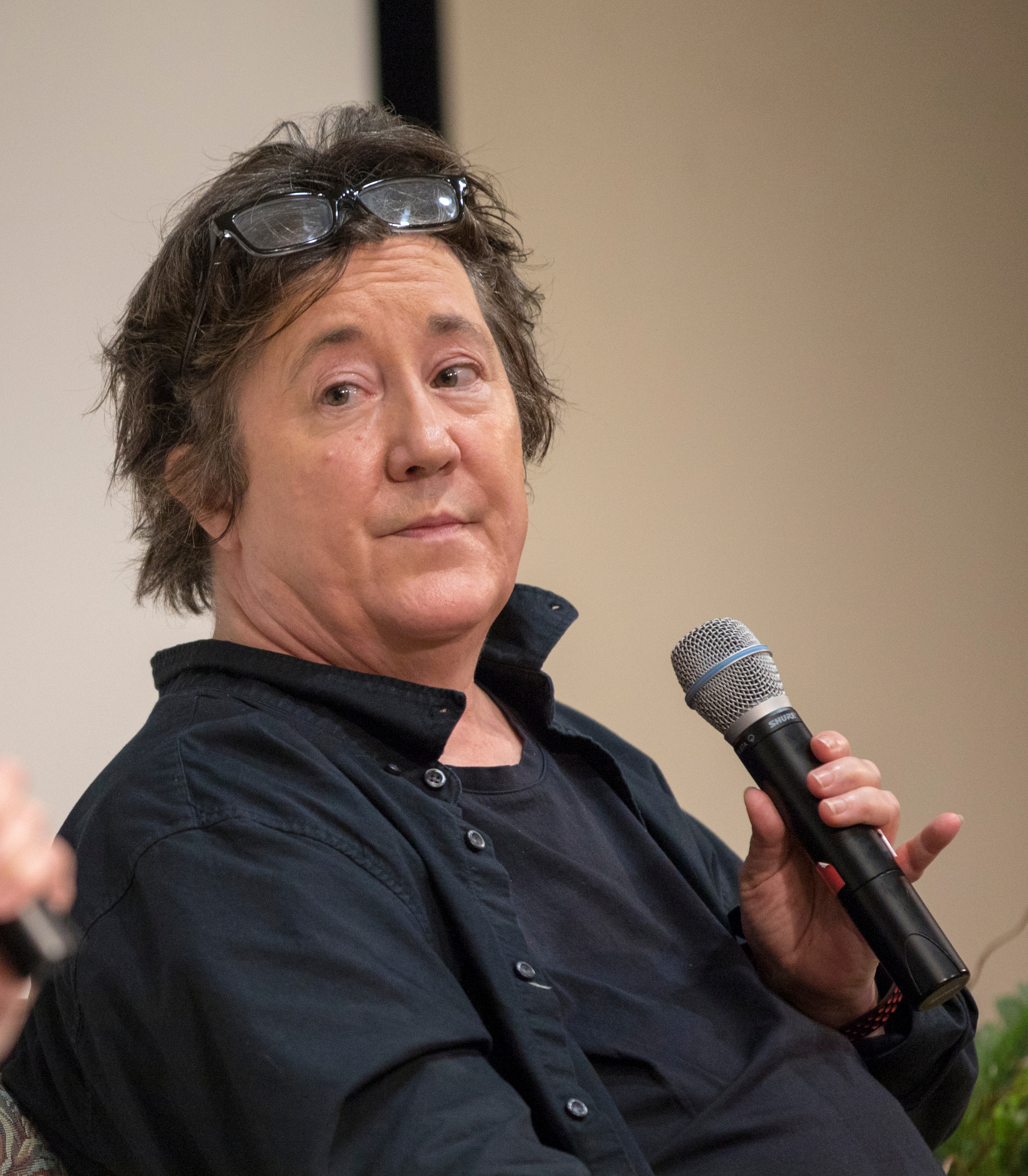
Christine Vachon (2019)

Christine Vachon. (* 1962 in Manhattan, New York City) ist eine US-amerikanische Filmregisseurin und Filmproduzentin.

## Leben
Vachon studierte an der Brown University und graduiert 1983. Als Filmregisseurin drehte und produzierte sie verschiedene Filme. Unter anderem Far From Heaven (nominiert für vier Academy Awards), Boys Don’t Cry (Academy Award Sieger), One Hour Photo, Hedwig and the Angry Inch, Happiness, Velvet Goldmine, Safe, I Shot Andy Warhol, Go Fish, Swoon, I’m Not There, Gigantic, Cracks und Cairo Time. Gemeinsam mit der Filmproduzentin Pamela Koffler führt sie das Unternehmen Killer Films.
Durch die Produktion von Independent-Filmen mit queerer Thematik in den frühen 1990er Jahren gilt sie als eine der Auslöserinnen des New Queer Cinema.
Vachon lebt mit ihrer Lebenspartnerin Marlene McCarty in New York City und hat eine Tochter. Ihr Vater war der Fotograf John Vachon.
2003 wurde sie für Dem Himmel so fern mit dem Independent Spirit Award ausgezeichnet.

## Filmografie (Auswahl)
- 1985: Tommy’s (Kurzfilm)
- 1991: Poison
- 1995: Safe
- 1997: Office Killer
- 1998: One Hour Photo
- 1998: Velvet Goldmine
- 1999: Boys Don’t Cry
- 2001: Die Grauzone (The Grey Zone)
- 2001: Storytelling
- 2001: Hedwig and the Angry Inch
- 2001: Series 7 – Bist du bereit? (Series 7: The Contenders)
- 2001: Chelsea Walls
- 2001: The Safety of Objects
- 2002: Dem Himmel so fern (Far from Heaven)
- 2003: Party Monster
- 2003: The Company – Das Ensemble (The Company)
- 2006: Kaltes Blut – Auf den Spuren von Truman Capote (Infamous)
- 2007: An American Crime
- 2007: Then She Found Me
- 2007: Wilde Unschuld (Savage Grace)
- 2007: I’m Not There
- 2008: Gigantic
- 2009: New York Mom (Motherhood)
- 2009: Cracks
- 2012: Um jeden Preis – At Any Price (At Any Price)
- 2013: Kill Your Darlings – Junge Wilde (Kill Your Darlings)
- 2013: Mein Leben mit Robin Hood (The Last of Robin Hood)
- 2015: Carol
- 2016: Goat
- 2017: Wo ist Kyra? (Where Is Kyra?)
- 2017: Beatriz at Dinner
- 2017: First Reformed
- 2017: My Days of Mercy
- 2017: Wonderstruck
- 2018: Colette
- 2018: Vox Lux
- 2019: Vergiftete Wahrheit (Dark Waters)
- 2020: Zola
- 2020: Shirley
- 2021: Pride
- 2022: Anything’s Possible
- 2023: She Came to Me
- 2023: Past Lives – In einem anderen Leben (Past Lives)
- 2023: You Sing Loud, I Sing Louder
- 2023: A Good Person
- 2023: May December
- 2024: A Different Man
- 2025: Was ist Liebe wert – Materialists (Materialists)

## Preise und Auszeichnungen (Auswahl)
- 1999: Gotham Independent Film Tribute Award in der Kategorie Producer Award[3]
- 2003: Independent Spirit Award in der Kategorie Bester Film für Dem Himmel so fern[4]
- 2024: Independent Spirit Award in der Kategorie Bester Film für Past Lives – In einem anderen Leben[5]
- 2016: Special Teddy Award[6]